# Friedrich Eberhard Rambach (Philologe)
Friedrich Eberhard Rambach (* 14. Juli 1767 in Quedlinburg; † 30. Juni 1826 in Reval) war ein deutscher Klassischer Philologe, Gymnasiallehrer und Schriftsteller.

## Leben
Friedrich Eberhard Rambach war der Sohn von Johann Jakob Rambach und von Maria Juliana, geborene Boysen († 1773). Nachdem sein Vater 1780 zum Hauptpastor der St. Michaeliskirche in Hamburg gewählt worden war, besuchte Rambach dort das Johanneum.
Ab 1786 studierte er evangelische Theologie in Halle, wo er 1793 mit einer Dissertation De Mileto ejusque coloniis (Halle 1790) promovierte.
Ab 1791 war er Subrektor des Friedrichswerderschen Gymnasiums in Berlin, ab 1794 war er auch Professor für Altertumskunde an der Königlichen Akademie der Bildenden Künste und mechanischen Wissenschaften in Berlin und war ab 1801 ebenfalls in Berlin Direktor eines „Instituts für junge Frauenzimmer“, also eine Art Höhere Töchterschule. Während der Zeit in Berlin arbeitete er produktiv als Schriftsteller, verfasste Schauspiele sowie Schauerromane und bezog in seine Arbeiten auch seinen Schüler Ludwig Tieck ein.
1803 wurde Rambach als Professor für Klassische Philologie an die Universität Dorpat berufen, wo er mehrfach Direktor der Dorpater Schulen (1804, 1810, 1816 und 1820), Dekan der philosophischen Fakultät (1814 und 1815) und Rektor der Universität (1822) war.
Rambach war zweimal verheiratet, zunächst am 27. März 1798 mit Juliana Benigna, geborene Heydemann, geschiedene Schulze. Nach deren Tod 1805 heiratete er am 29. Juli 1808 Henriette von Kymmel. 1826 starb er auf einer Badereise nach Reval.

## Veröffentlichungen
- mit Ludwig Tieck: Thaten und Feinheiten renommirter Kraft- und Kniffgenies. Berlin 1790
- Theseus auf Kreta, ein lyrisches Drama. Leipzig 1791
- mit Ludwig Tieck: Die eiserne Maske, eine schottische Geschichte. Leipzig 1792
- Aylo und Dschadina, oder die Pyramiden, eine ägyptische Geschichte. 2 Teile, Zerbst 1793–1794
- Die Fürstin, ein Hofgemälde in 5 Aufzügen. Berlin 1793
- Romantische Gemählde im antiken, gothischen und modernen Geschmack. Halle 1793
- Hiero und seine Familie. 2 Teile, Berlin 1793
- Margot, oder das Mißverständniß, ein Lustspiel in einem Act, nach Thümmel. Dessau 1793
- Ritter, Pfaffen, Geister in Erzählungen. Leipzig 1793
- Der große Churfürst vor Rathenau, ein vaterländisches Schauspiel in 4 Aufzügen. (Musik dazu von B. Wessely). Berlin 1795
- Otto mit dem Pfeile, Markgraf von Brandenburg. Ein Schauspiel in 5 Aufzügen. Berlin 1796
- Hochverrath; oder: der Emigrant. Ein Schauspiel in 5 Aufzügen. Leipzig 1798
- Die Brüder. Schauspiel in 1 Akt. Leipzig 1798
- Graf Mariano, oder der schuldlose Verbrecher. Schauspiel in 5 Aufzügen aus dem Spanischen. Leipzig 1798
- Schauspiele. Bd. 1 – 3. Leipzig 1798–1800
- Friedrich von Zollern. Ein vaterländisches Schauspiel in 5 Aufzügen. Berlin 1798
- Die drey Räthsel, Tragikomödie in 5 Aufzügen, nach Karl Gozzi. Leipzig 1798
- Der Verstoßene, ein Schauspiel in 5 Acten. Leipzig 1799
- Dionysiaca; eine Sammlung von Schauspielen. Bd. 1. Berlin 1802
- Die Kuhpocken. Ein Familiengemählde in 1 Aufzug. Berlin 1802
- Dramatische Gemälde. Berlin 1803
- Der Nabob oder das Geheimniss. Schauspiel in 5 Aufzügen. Berlin 1803
- Die Terne oder Künstlerglück. Nachspiel in 1 Act. Berlin 1803
- Der Triumph des Frohsinns. Schauspiel in 5 Aufzügen. Berlin 1803
- An die Deutschen! Riga 1812
- Herrmann. Riga 1813

als Herausgeber:
- Griechische Anthologie, aus den besten Dichtern gesammlet, nach den Dichtungsarten chronologisch geordnet und mit literarischen Notizen begleitet. Für Gymnasien und Akademien. Mit einem griechisch-deutschen Wortregister. Berlin 1796
- Jahrbücher der preussischen Monarchie unter der Regierung Friedrich Wilhelm III. Berlin 1798–1801
- Odeum. eine Sammlung teutscher Gedichte aus unterschiedenen Gattungen. zum Behuf des Unterrichts und der Uebung in der Declamation. 4 Teile, Berlin und Stettin 1800–1802
- Annalen des neuen Königlichen Nationaltheaters zu Berlin und der gesammten deutschen dramatischen Literatur und Kunst. Berlin 1802
- Neue inländische Blätter. Dorpat 1817–1818